# Corneliu Bogdan
Corneliu Bogdan (n. Grumberg, n. 1921 – d. 2 ianuarie 1990) a fost un diplomat român, ambasador al Republicii Socialiste România la Washington, SUA, între 1967-1976.
În tinerețe a fost unul din liderii comuniști ai „Uniunii Naționale a Studenților din România”.
Corneliu Bogdan este artizanul vizitei a președintelui Richard M. Nixon, care a sosit la București în august 1969, când Nicolae Ceaușescu și-a consolidat poziția cu Statele Unite și în ceea ce privește comerțul cu SUA, având statutul națiunii celei mai favorizate.
A ocupat posturi de conducere în Ministerul Afacerilor Externe până în 1982, când demisionează, în condițiile în care relațiile cu Statele Unite și cu alte țări vestice se deterioraseră.
Unul dintre motive ar fi fost faptul că se opusese la stabilirea de „răscumpărări” pentru persoanele care emigrau din România.
În 1988 până la început de 1989, a fost raportat în arest la domiciliu ca potențial adversar al sistemului corupt și falimentar.
În anul 1989 a fost cercetător invitat (visiting scholar) la „Centrul Woodrow Wilson” al „Smithonian Institution” din Washington.
În 1989 s-a întors acasă în decembrie și s-a ascuns de Securitate, numele lui fiind pe o listă de persoane care urmau să fie împușcate.
A fost ministru secretar de stat la Ministerul de Externe post-revoluționar (28 decembrie 1989- 2 ianuarie 1990).
A fost căsătorit cu Emilia, cu care a avut trei copii: Svetlana, Ileana și Olga.
A murit de anevrism al aortei, și este înmormântat la Cimitirul Bellu din București.
La înmormantare au fost și Silviu Brucan și Sergiu Celac, dar și Mircea Raceanu, fost consilier politic al ambasadorului Corneliu Bogdan în timpul petrecut la Washington în perioada 1967-1976.
Corneliu Bogdan a scris în colaborare cu Eugen Preda „Spheres of Influence”(Columbia University Press), carte tradusă parțial și în limba română.
Potrivit afirmației pe care Ioan Talpeș i-a făcut-o istoricului american Larry L. Watts (2009) Corneliu Bogdan ar fi avut relații cu KGB.

## Distincții
- Ordinul „23 August” clasa a IV-a (6 mai 1961) „cu prilejul celei de-a 40-a aniversări de la înființarea Partidului Comunist din Romînia, pentru îndelungată activitate în mișcarea muncitorească, pentru merite deosebite în opera de construire a socialismului”[5]
- Ordinul „Tudor Vladimirescu” clasa a II-a (4 mai 1971) „cu prilejul aniversării a 50 de ani de la constituirea Partidului Comunist Român, [...] pentru activitate îndelungată în mișcarea muncitorească și merite deosebite în opera de construire a socialismului”[6]

## Cărți
- Sferele de influență, București, Editura Politică, 1986 (cu Eugen Preda)
- Spheres of Influence (cu Eugen Preda), Columbia University Press, ISBN 0-88033-961-6 (0-88033-961-6), traducere parțială a cărții în lb. română